# Années 2100
Les années 2100 commenceront le 1er janvier 2100 et se termineront le 31 décembre 2109.

## 2100
- Fin du XXIe siècle le 31 décembre.

## 2101
- Début du XXIIe siècle le 1er janvier.

## 2104
- 21 août 2104 à 01:18 UTC : Vénus occultera Neptune[1].